# Femi Kuti (album)
Pour les articles homonymes, voir Wonder.
Albums de Femi Kuti
Femi Antikulapo Kuti & The Positive Force Shoki shoki
Femi Kuti est un album de Femi Kuti sorti en 1995.

## L'album
Il fait partie des 1001 albums qu'il faut avoir écoutés dans sa vie, ouvrage de référence analysant une sélection particulière.

## Liste des titres
1. Wonder, Wonder  6:06
2. Survival  8:55
3. Frustrations  9:06
4. Nawa (intro)  0:30
5. Nawa  8:39
6. Plenty Nonsense  9:31
7. Stubborn Problems 9:32
8. No Shame  6:28
9. Live for Today 8:57
10. Changes 5:59